# Metropol (EP)
Metropol este numele primului disc propriu al formației rock cu același nume, originară din România. A fost editat ca EP la casa de discuri Electrecord, în 1974. Totuși, Metropol nu reprezintă prima apariție a muzicii grupului pe disc – în 1972, câștigarea unui premiu de compoziție la Festivalul muzical în limba maghiară Siculus a deterrminat includerea a două compoziții Metropol pe compilația festivalului, Siculus '72.
Cele trei piese prezente pe disc sunt cântate în limba maghiară. Primele două dintre ele vor fi reluate pe albumul Vouă (1979), cu versuri în limba română.

## Lista pieselor
Traducerile din paranteze sunt reproduse de pe coperta discului.
1. Dal a lányról (Cîntec despre o fată)
2. Rövid mondat... (Frază scurtă)
3. Kocsidefekt (Pană de mașină)

## Personal
- Csaba Elekes – chitară electrică, voce
- Attila Virányi – chitară bas, voce
- Béla Ráduly – baterie